# 阿卜杜勒卡里姆·哈桑
阿卜杜勒卡里姆·哈桑（阿拉伯语：‎；1993年8月28日—），是一名卡塔尔足球运动员，司职后卫。现效力于卡塔尔星级足球联赛萨德，同时也代表卡塔尔国家足球队。

## 荣誉

### 俱乐部
萨德
- 卡塔尔星级足球联赛冠军：2012/13赛季、2018/19赛季、2020/21赛季
- 卡塔爾酋長盃冠军：2014、2015、2017、2020、2021
- 卡塔爾盃冠军：2017、2020、2021
- 卡塔爾謝赫賈西姆盃冠军：2014、2017、2019
- 亚洲足联冠军联赛冠军：2011
- 国际足联俱乐部世界杯季军：2011

### 国家队
卡塔尔U-23
- 23岁以下海湾国家杯冠军：2011

卡塔尔
- 阿拉伯海灣盃冠军：2014
- 亚足联亚洲杯冠军：2019
- 國際足協阿拉伯盃季军：2021